# The Ellen DeGeneres Show
The Ellen DeGeneres Show, sovint anomenat simplement Ellen, és un programa d'entrevistes emès per primera vegada el 8 de setembre de 2003 i presentat per l'actriu i comediant Ellen DeGeneres. El programa és distribuït per la Warner Bros. Television, i es caracteritza per comptar amb entrevistes a celebritats i a persones del públic, monòlegs còmics i números musicals. Ha estat renovat fins a la temporada 2013/2014.
El programa va ser nominat per 11 premis Daytime Emmy en la seva primera temporada, dels quals va guanyar quatre, inclòs el de millor programa d'entrevistes. El programa ha guanyat 15 premis Emmy en les seves primeres tres temporades en l'aire. A DeGeneres se la coneix pels seus balls i cançons amb el públic al principi del programa i durant les pauses publicitàries. Sol donar diversos premis i viatges (gràcies als seus patrocinadors) al públic que acudeix a veure-la en viu. El 17 de novembre de 2005, el programa es va emetre a l'inrevés, de forma semblant a la pel·lícula Memento. Al maig de 2009, va tenir lloc el programa número 1000.